# عبدالعزیز جمشید زهی
عبدالعزیز جمشید زهی (زادهٔ ۱۳۴۸ در سراوان) نمایندهٔ حوزهٔ انتخابیهٔ سراوان در دورهٔ هشتم مجلس شورای اسلامی بوده‌است.